# Chiesa dell'Annunciazione di Maria Santissima (Ceneselli)
La chiesa dell'Annunciazione di Maria Santissima è la parrocchiale di Ceneselli, in provincia di Rovigo e diocesi di Adria-Rovigo; fa parte del vicariato di Castelmassa.

## Storia
Da un documento del 1144 s'apprende che la pieve di Ceneselli era compresa nella diocesi di Ferrara, situazione confermata nel 1192. Informazioni su questa pieve ci sono giunte grazie alle relazioni delle visite pastorali del 1434 del vescovo Giovanni Tavelli e del 1449 del vescovo Francesco dal Legname. Verso la fine del XVI secolo la chiesa venne riedificata a tre navate, come testimoniato nel 1491 dal vescovo Giovanni Fontana, che trovò la pieve provvista di tre altari, di fonte battesimale, di camposanto e di torre campanaria; quest'ultima, essendo pericolante, fu demolita nel 1621 e ricostruita nel 1660. Nel XVII secolo anche la chiesa venne riedificata.
L'attuale parrocchiale fu costruita su progetto di Vincenzo Santini tra il 1712; i lavori precedettero non molto velocemente e l'edificio venne portato a termine nel 1746. La sua consacrazione fu impartita il 16 settembre 1792 dal vescovo Alessandro Mattei. Nel 1818 questa chiesa, assieme tutte le altre appartenenti all'arcidiocesi di Ferrara e poste a nord del Po, passò alla diocesi di Adria. Nel XX secolo fu rifatto il pavimento, all'inizio del XXI secolo, l'edificio venne ristrutturato.

## Organo a canne
L'organo a canne della chiesa di Ceneselli venne costruito nel 1960 dalla ditta F.lli Ruffatti di Padova. Precedentemente a questo strumento vi era un organo costruito nel 1932 dall'organaro D. Paoli di Firenze che ben presto si rese inservibile. All'allora parroco Don Mario Qualdi -venuto in aiuto di Mons. Mario Giulianati gravemente malato di tumore- vennero proposte due soluzioni, la prima, quella di riparare l'organo Paoli, mentre la seconda, liquidare il vecchio per un nuovo strumento, saldandone l'eccedenza di mezzo milione di lire. Si optò per la seconda soluzione e il giorno 21 Giugno 1961 Ceneselli vede l'arrivo del nuovo strumento, in tre giorni si procede al montaggio e all'accordatura a spese della parrocchia.
Lo strumento ha due tastiere cromatiche di 61 note (Do1-Do6) e una pedaliera cromatica di 32 (Do1-Sol3), somieri di tipo "Pitman", trasmissione elettropneumatica a sistema parzialmente multiplo.

## Campanile
La torre campanaria è stata costruita tra il 1650 e il 1700 da Vincenzo Santini (padre di Francesco Santini, il progettista del campanile del Santuario del Pilastrello di Lendinara) ed è alta 60 metri. Le prime notizie delle campane risalgono al 1748, dove si apprende: "Il campanile, compiuto nella seconda metà del ‘600, porta nel 1748 tre campane di cui la maggior fu consacrata nel 1710 dall’abate Perinelli di San Benedetto di Ferrara". Altre notizie si trovano nell'archivio parrocchiale, precisamente in un documento scritto dall'allora arciprete don Lodovico Baccaglini, dove elenca le campane presenti sul campanile nel 1885, fuse dalla Daciano Colbachini di Padova. Nel 1943, in seguito agli eventi bellici, sono state requisite due campane (restituite nel 1949). Fino agli anni '60 del '900 erano manuali con telaio in legno e ceppi in legno per lo slancio. Oggi le 5 campane sono inceppate a mezzoslancio probabilmente per motivi statici.
Di seguito i dati delle campane:
1) reb3 (Georgeus), fusa in origine nel 1826 da Colbachini Padova e restituita dalla stessa fonderia nel 1949
2) mib3 (Maria Teresa), fusa da Colbachini Padova nel 1827
Iscrizioni: Exurge, Domine, adiuva nos, propter Nomen tuum!
3) fa3 (Chiara), fusa in origine nel 1827 da Colbachini Padova e restituita dalla stessa fonderia nel 1949
La campana originale riportava l'iscrizione: Sanctus Deus, sanctus fortis, sanctus immortalis miserere nobis
4) solb3 (Elena), fusa da Colbachini Padova nel 1827
Iscrizioni: Gentes Audite Verbum Dei a fulgure tempestate libera nos Domine
5) reb4 (Massimina), fusa da Colbachini Padova nel 1827 ("sonello", campana usata solo come richiamo per le messe)
Iscrizioni: In te Domine speravi non confundar in aeternum
Di seguito la programmazione odierna delle suonate:
- distesa della seconda campana alle ore 7 e 20 per l'angelus;
- distesa della seconda, terza e quarta per la messa feriale (30 minuti prima);
- distesa del campanone alle 12 tutti i giorni;
- distesa del sonello 15 minuti prima di ogni messa;
- plenum 1 ora prima della messa;
- distesa della terza e della quarta per i funerali.